# رادوان (استان اشوی‌داشکسیه)
رادوان (به لهستانی: Radwan) یک منطقهٔ مسکونی در لهستان است که در گمینا ایوانگسکا واقع شده‌است. رادوان ۲۵۰ نفر جمعیت دارد.